# Øresundshospitalet
 For alternative betydninger, se Øresundshospitalet (Helsingør).
Øresundshospitalet er et tidligere epidemisygehus nær Østerbrogade på Østerbro i København, der blevet taget i brug 1878 som karantænesygehus for Københavns Kommune. Det meste af bygningskomplekset er opført 1875-1876 efter tegninger af arkitekten Vilhelm Friederichsen. Hovedbygningen er dog fra 1902 af Ludvig Fenger og var tidligere hjemsted for Københavns Kommunes Hospitalsdirektorat. 
Hospitalet blev placeret væk fra den daværende bymæssige bebyggelse i landlige omgivelser ned mod Øresund. Hospitalet mistede dog adgangen til kysten med anlæggelsen af Kystbanen 1897. Efterhånden ændredes anvendelsen, og med lov om statsstøtte til tuberkulosebehandling fra 1905 blev det udbygget til et tuberkulosesygehus, som med gentagne udvidelser efterhånden også rummede andre specialer som radiologi og patologi.
Efterhånden som tuberkulosen gik tilbage takket være de medicinske fremskridt kunne man konvertere 106 sengepladser til geriatrisk behandling, og senere blev der tilføjet en gynækologisk afdeling. Hospitalet blev nedlagt som aktivt sygehus 1982 og omdannet til plejehospital.
I dag anvendes bygningerne af forskellige kommunale børne- og ungdomsorganisationer, og Region Hovedstaden (tidligere Hovedstadens Sygehusfællesskab) har en distriktspsykiatrisk enhed samt ambulatorier placeret her.